# Разбијач духова (филм из 1922)
Разбијач духова (мађ. The Ghost Breaker) амерички је црно-бели неми хорор филм из 1922. године, редитеља Алфреда Е. Грина, са Воласом Ридом и Лилом Ли у главним улогама. Представља адаптацију истоимене представе Пола Дикија и Чарлса В. Годарда, која је претходно адаптирана и у истоименом филму из 1914.
Филм је премијерно приказан 10. септембра 1922. у дистрибуцији продуцентске куће Paramount Pictures. Данас се сматра изгубљеним.

## Радња
Ворен Џарвис и његов слуга Расти Сноу помажу принцези Марији Терези да се отараси духова из виле њеног оца. Међутим, испоставља се да су духови лажни и да је све организова војвода Д'Алба с намером да уплаши и отера принцезу из виле, како би он могао да украде скривено злато њеног оца.

## Улоге
| Глумац              | Улога                  |
| ------------------- | ---------------------- |
| Волас Рид           | Ворен Џарвис           |
| Лила Ли             | принцеза Марија Тереза |
| Волтер Хирс         | Расти Сноу             |
| Артур Едмунд Кареве | војвода Д'Алба         |
| Џ. Фарел Макдоналд  | Сем Макрум             |
| Франсес Рејмонд     | тетка Мери Џарвис      |
| Сниц Едвардс        | Морис                  |
| Ричард Арлен        | дух                    |
| Мервин Лирој        | дух                    |
| Џорџ О'Брајен       | дух                    |